# Galen Weston
Willard Gordon Galen Weston (Marlow, Buckinghamshire; 29 de octubre de 1940-Windsor, Florida; 12 de abril de 2021) fue un multimillonario británico-canadiense y presidente emérito de George Weston Limited, una empresa canadiense de procesamiento y distribución de alimentos. Weston y su familia contaban con un patrimonio neto estimado en $8,7 mil millones de dólares, figurando como la tercera familia más rica de Canadá y la 178 del mundo según la revista Forbes en 2019.
Además de ser uno de los principales panaderos del país a través de la subsidiaria de propiedad absoluta Weston Foods, era un minorista de supermercados con experiencia que mantenía una participación mayoritaria en Loblaw Companies, el minorista de alimentos más grande de Canadá, a través de un holding familiar. Weston también fue director del segundo minorista de artículos de lujo más grande del mundo como presidente de Holt Renfrew en Canadá y Selfridges Group, propietario de Selfridges en el Reino Unido, Brown Thomas en Irlanda, la cadena de grandes almacenes De Bijenkorf en los Países Bajos y adquirió recientemente los grandes almacenes Ogilvy en Montreal. Weston fue presidente de The W. Garfield Weston Foundation, una fundación benéfica canadiense que ha ganado cerca de $200 millones en donaciones durante la última década.

## Primeros años
Weston nació en Marlow, Buckinghamshire; el 29 de octubre de 1940, siendo el menor de nueve hermanos, hijo de Reta Lila (de soltera Howard) y W. Garfield Weston. Su padre Garfield Weston, era un empresario canadiense cuyo padre George Weston fundó "George Weston Limited", una empresa que se había expandido con éxito al extranjero durante la década de 1930 mediante la adquisición y modernización de fábricas de pan y galletas en todo el Reino Unido. En 1945, Weston y su familia regresaron a Canadá, pero se mudaron con frecuencia ya que su padre emprendió varias empresas comerciales, que incluían cadenas de supermercados en América del Norte y Europa. Al crecer, Weston trabajó en las tiendas que comprendían las explotaciones minoristas de su padre. Una vez señaló: "He sido un chico de bolsa mil veces en cinco idiomas". Estudió administración de empresas en el Huron University College de la Universidad de Ontario Occidental.

## Carrera

### Irlanda
En 1962, Weston se mudó a Dublín para abrir una tienda de comestibles con su propio dinero. Siguió una segunda ubicación, y los puntos de venta se convirtieron en la cadena de supermercados Powers. Weston encontró en la República de Irlanda una tierra de oportunidades:
Irlanda del Sur a principios de los años sesenta, en términos de crecimiento, era donde existían las oportunidades reales. La población venía a Dublín, la Comunidad Europea era cada vez más consciente de Irlanda. Lemass estaba comenzando a tener una perspectiva diferente sobre la entrada de capital al país y parecía que iba a haber una gran oportunidad de crecimiento.
Para 1965, el negocio de Weston había crecido a seis tiendas de comestibles. Cuatro años más tarde, amplió sus intereses comerciales con la compra de una tienda por departamentos en quiebra, Todd Burns, a la que rebautizó como Penneys. En un año, se abrieron cuatro tiendas más, todas con un formato de descuento similar. Dos años más tarde, se lanzó el primer Penneys fuera de Dublín, seguido de once tiendas más, incluida una en Irlanda del Norte. Mientras tanto, Weston se casó con Hilary Frayne, una de las más exitosas modelos de moda de Irlanda, en 1966. A principios de la década de 1970, Weston expandió sus propiedades de comestibles con la adquisición del competidor Quinnsworth. Weston también compró una participación en Brown Thomas, los lujosos grandes almacenes de Dublín, en 1971 y se la dio a su esposa como regalo. Finalmente adquirieron la propiedad total en 1984.

### Loblaw
En 1971, Garfield Weston, presidente de George Weston Limited, le pidió a Galen que echara un vistazo a Loblaw, la cadena de supermercados con sede en Ontario, que parecía encaminarse a la bancarrota. Encontró una empresa profundamente endeudada con demasiados establecimientos pequeños y antiguos, y una participación de mercado recientemente reducida a la mitad. "La gran pregunta entonces era si esta cadena debería cerrarse o deberíamos hacer una enorme inversión en dinero y tiempo para devolverla a su lugar anterior... Sentí que, desde el punto de vista del comercio minorista, Loblaws era el núcleo de potencialmente la mejor empresa de Canadá".
En febrero de 1972, Weston fue nombrado director ejecutivo de Loblaw Companies e inmediatamente comenzó a consolidar sus operaciones. El financiamiento se organizó a través de un holding de la familia Weston para liberar a Loblaws de los acuerdos de arrendamiento posterior de las tiendas. En un año, se cerraron 78 ubicaciones que perdían dinero. Weston señaló que, "como una cadena de 200 tiendas, no teníamos muy buen aspecto. Como cadena de 100 tiendas, teníamos muy buen aspecto".
Weston luego contrató al diseñador Don Watt para remodelar uno de los puntos de venta de la cadena en Toronto con un presupuesto de solo $30,000. "Loblaws tiene tantos problemas que si no funciona, no importa. Si funciona, bien". La nueva tienda presentaba una sección de productos ampliada movida al frente, fotografías enormes de frutas frescas, verduras, carnes y productos horneados, paneles de madera y contenedores de exhibición grandes y movibles, además de nuevos colores y logotipos. Las ventas aumentaron drásticamente. Loblaws también presentó una nueva campaña publicitaria, con el actor canadiense William Shatner de Star Trek, quien dijo a los espectadores: "Más que el precio está justo en Loblaws... pero por Dios, el precio es correcto".
Weston también trajo nuevos talentos gerenciales que incluyeron al excompañero de escuela de la universidad Dave Nichol y al consultor de McKinsey Richard Currie, quien asumió el papel de "agentes de cambio". A pesar de no tener experiencia previa en la industria de alimentos al por menor, Weston otorgó a Nichol y Currie la autoridad para forzar el cambio en una alta gerencia a menudo reacia. Nichol fue nombrado presidente de Loblaws en Ontario y más tarde de Loblaw International Merchants. Se asoció estrechamente con la primera marca interna de la compañía, No Name, en 1978 y estuvo detrás de la introducción de la marca President's Choice en 1983. El conocimiento de Currie en logística lo llevó a ser nombrado presidente de Loblaw Companies Limited y, años más tarde, a George Weston Limited.
Con las tenencias de la compañía en Estados Unidos también perdiendo dinero, particularmente en National Tea con sede en Chicago, Illinois que tenía unos 700 supermercados. Weston inició un programa similar de racionalización y renovación. Él y Currie alquilaron una casa adosada en un suburbio de Chicago y pasaron meses ideando un plan que cerró cientos de puntos de venta. Las tiendas que quedaron fueron renovadas y renombradas con la esperanza de preservar la participación de la compañía en el mercado estadounidense. Weston señaló que "estaba en las cartas que National Tea debería ser, o se eliminaría. Pero sentí que teníamos un punto de apoyo tremendo en Estados Unidos y no debe perderse, casi a cualquier precio".

### Etiquetas privadas
Además de invertir en renovaciones de tiendas, al principio Weston destinó $40 millones para el desarrollo de marcas de distribuidor:
"Nos pareció fundamental cambiar los productos y servicios antes de rediseñar su imagen. Por ejemplo, nada es más decepcionante para un consumidor que comprar un producto de marca privada debido al atractivo de su etiqueta rediseñada y luego descubrir que la misma calidad que la había decepcionado anteriormente no se había mejorado".
En marzo de 1978, Loblaw lanzó "No Name", una línea de 16 productos genéricos en envases simples de color negro y amarillo con ahorros anunciados del 10 al 40 por ciento sobre las marcas nacionales. En unas semanas, algunos artículos de No Name se habían agotado. Meses después, la compañía abrió su primera tienda No Frills, junto con una selección limitada de 500 artículos a precios de descuento. La respuesta del consumidor fue tan favorable que comenzó a convertir las tiendas más antiguas y marginales en puntos de venta No Frills.
A medida que la línea de productos se expandió, Loblaw pronto comenzó a experimentar con una variedad de artículos gourmet No Name. Cuando las ventas de "President's Blend Gourmet Coffee" comenzaron a vender más que cualquier otro artículo de la tienda, se tomó la decisión de introducir una línea prémium de productos de la marca de la tienda. En 1984, se lanzó "President's Choice", con cada artículo respaldado por el presidente de Loblaws, Dave Nichol, y promocionado a través del popular suplemento de publicidad Dave Nichol's Insider's Report. No Name y President's Choice pasaron a representar casi un tercio de las ventas de artículos comestibles en Loblaw.

### Presidencia
En marzo de 1975, Weston fue nombrado director ejecutivo de George Weston Limited. Meses después, también fue nombrado presidente de la empresa. Cuando Weston se hizo cargo de las operaciones en América del Norte, su hermano Garry Weston, con sede en Londres, Inglaterra, continuó al frente de Associated British Foods. Aunque se recuperó la cuota de mercado en Ontario, la empresa siguió luchando. En 1976, los resultados de fin de año mostraron una pérdida de $48 millones para Loblaw, mientras que el padre George Weston Limited perdió $14 millones, la primera pérdida registrada en la historia de la empresa. Ese mismo año, Loblaw vendió tres divisiones no rentables - Chicago, Syracuse y California - que representan 280 tiendas o la mitad de sus puntos de venta minoristas restantes en Estados Unidos.
Durante los primeros años de la presidencia de Weston, $300 millones de activos complementarios fueron desinvertidos. "El único cambio filosófico como resultado de mi participación en la empresa fue pasar de un compromiso con el crecimiento de las ventas, casi independientemente de la geografía de la industria, las ventas fueron lo primero, las ganancias en segundo lugar, a la cuestión del rendimiento del capital empleado y la productividad en su sentido más sofisticado".
Hasta bien entrada la década de 1970, la empresa continuó vendiendo activos para apuntalar su balance. En 1978, tanto Loblaw como George Weston Limited volvieron a la rentabilidad y en 1980 Weston mostró ganancias récord de $76 millones en ventas de $6 mil millones.

### Expansión
En el sector minorista, Loblaw se expandió a lo largo de la década de 1980. En 1984, se había convertido en el minorista de comestibles más grande y rentable de Canadá. Al final de la década, la empresa poseía más de 300 tiendas y más de 1200 operaciones de franquicia. Loblaw había comenzado a abrir centros comerciales de gran formato y de ventanilla única en el Oeste de Canadá bajo el lema Real Canadian Superstore y, en una década, estas tiendas representaron una parte significativa de las ganancias. Pero cuando se abrieron 'hipermercados' similares a gran escala en Ontario, perdieron dinero y tuvieron que reducirse. Como resultado de que Loblaw poseía gran parte de sus bienes inmuebles, en lugar de arrendarlos, la empresa pudo reducir el tamaño de sus Supercentros simplemente alquilando el espacio sobrante.
Si bien los formatos de venta al por menor no eran fácilmente transferibles, los productos de 'etiqueta de control' de la compañía tuvieron éxito de un formato de tienda y de una parte del país a otra. Para 1993, los productos No Name y President's Choice representaron $1.5 mil millones en ingresos con ventas que se extendieron a los Estados Unidos.

### Desinversión y crecimiento
En 1995, Loblaw vendió la última parte de su participación minorista en los Estados Unidos, mientras que Weston supervisó la expansión de las operaciones minoristas canadienses. Loblaw compró Agora Foods of Atlantic Canada de 80 tiendas por $81 millones a fines de 1998 y poco después anunció la compra de Provigo, con sede en Quebec, por $1.7 mil millones. Mientras tanto, George Weston Limited continuó alejándose de las industrias basadas en recursos. Una década antes, el pañuelo White Swan se había vendido por 110 millones  de dólares y en 1998 se desinvirtió el resto de EB Eddy Forest Products. También se vendieron las operaciones de procesamiento de pescado de la costa este y oeste, a saber, British Columbia Packers y Connors Brothers de Nuevo Brunswick.
Weston expandió enormemente las operaciones de panadería estadounidense de la compañía con la compra de Bestfoods Baking Co. de Unilever por $1,7 mil millones (USD) en 2001. Con diecinueve plantas, Weston adquirió marcas que incluían Entenmann's, Thomas 'English Muffins y Arnold Bread.

### Reducción
En 2006, Loblaw registró su primera pérdida en casi dos décadas, ya que un programa para centralizar las funciones administrativas y consolidar las operaciones de los almacenes resultó en problemas crónicos en las cadenas de suministro y quejas de los clientes por estanterías vacías. Los costos de la integración de las tiendas Provigo en Quebec y la introducción no rentable de mercadería general en Ontario se sumaron a las pérdidas. En septiembre, el presidente de Loblaw, John Lederer, y el presidente Weston, dimitieron. Galen G. Weston, hijo de Weston, se convirtió en el nuevo presidente ejecutivo con Allen Leighton designado vicepresidente y luego presidente. Weston retuvo el cargo de presidente y presidente de la matriz George Weston Limited. Con la introducción de un programa de "arreglar lo básico", diseñado para volver a centrarse en la venta minorista de alimentos, y un impulso para resolver problemas logísticos, Loblaw volvió a la rentabilidad en 2007.
En 2008, se vendieron varios activos importantes, a saber, Neilson Dairy a Saputo por $465 millones (CAN) y George Weston Bakeries y Stroehmann Bakeries en los Estados Unidos al conglomerado mexicano Grupo Bimbo por $2.5 mil millones (USD). Weston señaló que la venta de los activos estadounidenses representaba el mayor negocio de la compañía y que estas transacciones dejaron a Weston y Loblaw con una suma combinada de $5 mil millones en efectivo para usar en adquisiciones futuras. En 2009, Loblaw adquirió T &amp; T Supermarket, una cadena de supermercados chinos con operaciones en Columbia Británica, Alberta y Ontario.

### Holt Renfrew
Aunque una oferta de Weston y George Weston Limited para adquirir la Compañía de la Bahía de Hudson y su cadena de grandes almacenes fracasó en 1979, varios años después se presentó una segunda oportunidad para adquirir un importante minorista canadiense. En 1986, Wittington Investments, el holding de la familia Weston, anunció la compra de Holt Renfrew & Co. Limited. Los informes de prensa nombraron un precio de compra de $43 millones para la cadena de quince tiendas. Posteriormente, Holt Renfrew se sometió a un extenso programa de renovación.

### Libre comercio
Si bien Weston expresó su apoyo personal al libre comercio con los Estados Unidos, la firma de un acuerdo en 1988 resultó en otra revaluación de la combinación de activos de su empresa. A finales de la década de 1980 y 1990, las empresas que incluían la fabricación de galletas y helados, la fabricación de papel higiénico, la molienda, el refinado de azúcar y la fabricación de barras de chocolate, se vendieron mientras las industrias nacionales luchaban por seguir siendo competitivas:
"La dinámica histórica de este a oeste de la economía canadiense, así como nuestra población pequeña y dispersa, crearon ineficiencias estructurales en todo lo que hicimos. Y entonces, en respuesta al libre comercio, tuvimos que volvernos competitivos en nuestro lado de la manufactura, lo que significaba quedarnos con menos categorías de productos y solo aquellos que pudieran tener éxito en la escala norteamericana. Nos reestructuramos, consolidamos e hicimos lo que había que hacer para nuestra supervivencia a largo plazo".

### Desarrollo de Windsor en Florida
En 1989, Weston y su esposa iniciaron la construcción de la comunidad cerrada de Windsor en Vero Beach, Florida. Un desarrollo residencial privado en la costa este de Florida. Promocionado como "Village by the Sea", el proyecto combinó el interés de Weston en la arquitectura moderna con décadas de experiencia de primera mano en planificación comercial.
Se adoptaron conceptos clave asociados con el "Nuevo Urbanismo" y se rechazó la expansión suburbana a favor de una red residencial estrecha. Progressive Architecture comentó que "detrás del comportamiento aparentemente conservador de Windsor hay un lugar imbuido del espíritu de reforma social".

### Selfridges
En 2003, se anunció que Weston había cerrado un trato para comprar Selfridges, la cadena de grandes almacenes británica, a través del holding de la familia Weston. Los informes de prensa citaron un precio de compra de £598 millones. Los planes para expandir el número de tiendas se archivaron a favor de renovaciones extensas en la tienda insignia de Selfridges, el hito histórico de Oxford Street en el corazón del distrito comercial de Londres. Su hija Alannah Weston (casada con el nieto y heredero del difunto Sir Desmond Cochrane, tercer baronet, y su esposa libanesa Lady Cochrane Sursock) fue posteriormente nombrada directora creativa de Selfridges. Desde entonces, Selfridges Group ha ampliado sus participaciones con la adquisición en noviembre de 2010 de la cadena de tiendas departamentales de lujo De Bijenkorf de los Países Bajos y la compra en julio de 2011 de la tienda departamental Ogilvy en el centro de Montreal.

## Vida posterior y muerte
Weston se retiró en 2016 como presidente de George Weston Limited y fue sucedido por su hijo.
Weston poseía residencias en distintos países, en Reino Unido, Weston se alojaba en su casa de Fort Belvedere a las afueras de Londres, mientras que en Canadá residía en el centro de Toronto o en una isla privada en Georgian Bay, Ontario. Pasaba sus inviernos en una comunidad cerrada en Eleuthera y Harbour Island en las Bahamas o en la comunidad cerrada de Windsor en Vero Beach, Florida.
Falleció en su casa de Florida, Estados Unidos el 12 de abril de 2021 tras una larga enfermedad.

## Filantropía
Weston fue un partidario de una variedad de causas caritativas, tanto personalmente como como presidente de la Fundación W. Garfield Weston. La Fundación ayuda a los estudiantes canadienses a través de los premios Garfield Weston Awards, junto con varios programas de becas, e hizo posible el Centro de Aprendizaje Familiar Weston en la Galería de Arte de Ontario y el Centro de Innovación Familiar Weston en el Centro de Ciencias de Ontario. La Fundación es un importante contribuyente a Nature Conservancy of Canada y su trabajo para preservar las tierras silvestres. 
También financia la investigación científica, especialmente en el Ártico ecológicamente frágil de Canadá. Además, brinda apoyo financiero a una variedad de organizaciones sociales que incluyen bancos de alimentos y el Ejército de Salvación en Canadá. También se desempeñó como presidente de la junta directiva de la Royal Agricultural Winter Fair y como presidente y principal recaudador de fondos del Lester B. Pearson College of the Pacific. En 2004, Weston y Hilary M. Weston (vigésimo sexto vicegobernador de Ontario, 1997-2002) y presidenta de la campaña Renaissance ROM, donó $10 millones a la iniciativa para revitalizar el Museo Real de Ontario, una contribución igualada por la Fundación W. Garfield Weston.
En reconocimiento a su trabajo caritativo, Weston fue nombrado Oficial de la Orden de Canadá en 1990, recibió la Orden de Ontario en 2005 y fue nombrado Comandante de la Real Orden Victoriana en 2017.
Weston también fue un contribuyente significativo al Fraser Institute, un grupo de expertos conservadores con sede en Vancouver, Columbia Británica, donando más de $1 millón de dólares canadienses anualmente.
En 2020, en medio de la pandemia de COVID-19, la Fundación Garfield Weston creó una iniciativa valorada en £25 millones diseñada para apoyar a organizaciones de mediana a gran escala afectadas por el virus.